# Ambasada Czarnogóry przy Stolicy Apostolskiej
Ambasada Czarnogóry przy Stolicy Apostolskiej – misja dyplomatyczna Czarnogóry przy Stolicy Apostolskiej. Ambasada mieści się w Rzymie, w pobliżu Watykanu.
Ambasador Czarnogóry przy Stolicy Apostolskiej akredytowany jest również przy Zakonie Kawalerów Maltańskich.